# 霊山院 (埼玉県ときがわ町)
霊山院（りょうぜんいん）は、埼玉県比企郡ときがわ町にある臨済宗妙心寺派の寺院。

## 歴史
1197年（建久8年）、釈円栄朝によって開山された。栄朝が慈光寺の住職だったときに、禅宗専門道場として創建したものである。
1863年（文久3年）、叔山は寺運衰微甚だしかった当寺の再建に乗り出し、荒地となっていた寺領8町歩に杉や桧の苗を植えて、当寺の経営基盤を確立した。
ところが、明治初期の上知令によって寺領は没収となり、叔山の折角の事業は無に帰すと思われた。叔山の後任の全哲住職や檀徒の努力により、なんとか寺領の8割を当寺に残すことに成功した。叔山は1873年（明治6年）5月28日に入定したが、わざわざ入間県県令河瀬秀治に「入定願書」を提出していることから抗議の自殺という見方もある。

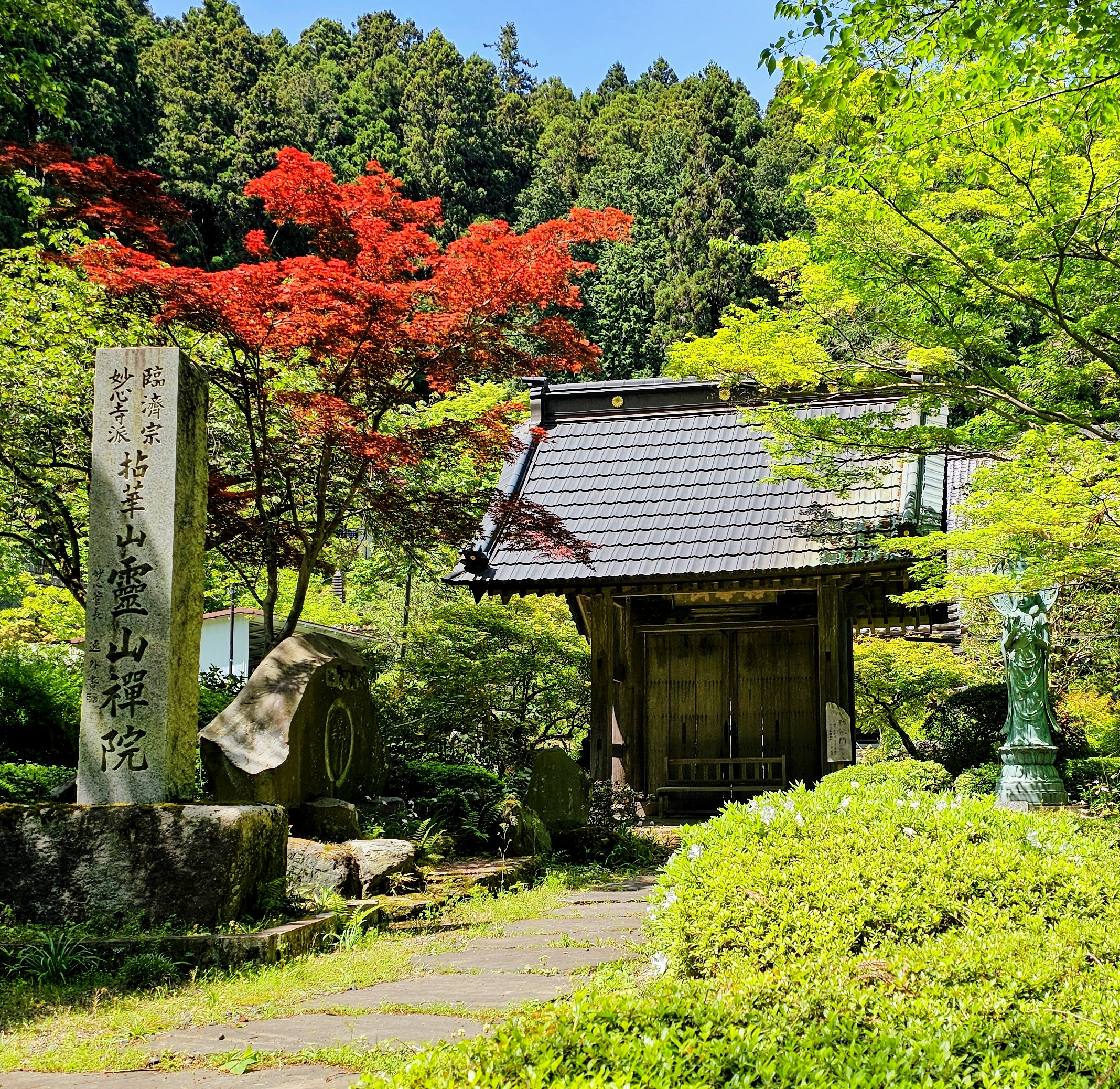
勅使門

当寺は元から臨済宗の寺院であるが、明治初期まで天台宗の寛永寺の支配も受けていた。その後は、叔山が妙心寺系だったことから「臨済宗妙心寺派」に属することになった。

## 文化財
- 板石塔婆（埼玉県指定有形文化財 昭和40年3月16日指定）[3]
- 鉄造阿弥陀如来坐像（埼玉県指定有形文化財 昭和48年3月9日指定）[4]

## 交通アクセス
- 東松山ICより車36分。